# Пиковая дама (фильм-опера, 1960)
«Пи́ковая да́ма» — советский полнометражный цветной художественный фильм-опера, поставленный на Киностудии «Ленфильм» в 1960 году режиссёром Романом Тихомировым по одноимённой опере Петра Ильича Чайковского.
Премьера фильма в СССР состоялась 27 октября 1960 года.

## Сюжет
Пиковая дама означает тайную недоброжелательность. Новейшая гадательная книга. А. С. Пушкин.
Опера основана на одноимённой повести А. С. Пушкина. В центре повествования — молодой инженер Герман, скрытный,  волевой и страстный человек. Честолюбивый Герман одержим идеей разбогатеть. Для него существует только работа. Он редко посещает дворянские собрания, не позволяет себе пить вино и тем более играть в карты.
Его знакомые — офицер Томский — весельчак, картёжник, мот; богатый игрок Чекалинский, князь Елецкий. Последний помолвлен с Лизой, молодой дворянкой, и ждёт свадьбы.
Прогуливаясь в Летнем саду, Герман признаётся Томскому, что увидел прекрасную девушку и влюбился в неё, но не смеет открыть своих чувств.
На одном из балов Герман сидит в одиночестве за столиком. Неподалёку балагурят его приятели. Появляется Графиня — старая дама отталкивающей внешности, бабушка Лизы. Герман, Лиза, Графиня и другие охвачены безотчётной тревогой. Между тем Томский рассказывает легенду о былых похождениях графини в Версале: будто бы она, оказавшись в трудном положении, узнала от графа Сен-Жермена тайну трех карт, дающих удачу. По легенде, графине суждено погибнуть от руки того, кто, «пылко, страстно любя», придёт выведать у неё тайну.
Наступает гроза. Герман, узнав, что «безымянная красавица» и есть Лиза, невеста Елецкого, клянётся отнять девушку.
Вечер. У Лизы собрались подруги, среди которых Полина. Аккомпанируя себе, она поёт романс, который звучит как предвестие трагедии. Но веселья ничто больше не омрачает. Правда, в нём не принимает участие Лиза, которая стоит у балкона. Когда подруги расходятся, Полина шутливо обещает пожаловаться князю на её грусть.
Оставшись одна, охваченная мыслями о незнакомце девушка обращается к ночи, поверяя ей «тайну души своей». Когда откровение достигает кульминации, Лиза неожиданно видит его самого и отступает в ужасе. Но Герман умоляет её не уходить, грозя убить себя «один иль при других», он достаёт пистолет. Лиза постепенно теплеет, вняв его мольбам.
Но тут совершенно внезапно появляется графиня, обеспокоенная шумом. Она требует отворить дверь, а Герман едва успевает укрыться. Графиня отчитывает девушку за то, что она не спит, спрашивает, почему не закрыт балкон.
Едва графиня покидает спальню, Герман выходит из своего укрытия. Девушкой вновь овладевает нерешимость, но Герман её преодолевает, и в конце концов объятая чувством Лиза отвечает ему взаимностью.
На балу Герман получает от Лизы ключи от покоев её бабушки. Томский и приятели, дразня Германа, напевают ему мотив «Три карты, три карты, три карты». Герман в отчаянии покидает бал.
Он ждёт в тёмной спальне графини, спрятавшись за занавеску. Вот наконец они приезжают с бала, усталые, старуха (меццо-сопрано или контральто) почти спит. Служанки её раздевают, она их прогоняет. Но сон не идёт к ней, она смотрит на свой портрет, запечатлевший её в далёкой юности, и начинает вспоминать, как она танцевала и пела в Париже, составляя конкуренцию самой мадам Помпадур. Напевая французскую песенку, она засыпает, но тут перед ней предстаёт Герман, умоляя на коленях открыть тайну трёх карт, ведь он так пылко и страстно любит Лизу. Но старуха впала в ступор от ужаса, молчит, безумно на него уставясь. Герман в отчаянии понимает, что он от старухи ничего не дождётся. Выхватывает пистолет, наводит на неё, кричит, угрожает, но, как выясняется, старуха моментально скончалась от инфаркта.
Герман практически в помешательстве. Старуха умерла, он теперь не узнает заветные три карты. Он уходит.
Следующая сцена застаёт Германа в его доме. Он читает письмо Лизы, где она предлагает ему вечером окончательно выяснить отношения на Зимней канавке. Он уже безумен, вспоминает похороны старухи, как пробрался в церковь и неотрывно смотрел на её мёртвое лицо. Страшный удар грома заставляет его забраться под ломберный столик. К нему является призрак (в фильме это не показано) и произносит замогильным голосом: я пришла к тебе против своей воли. Вот три карты, которые составят твоё богатство: тройка, семёрка, туз. Герман в помешательстве повторяет эти слова: «Тройка, семёрка, туз».
Трагедия близится к развязке. Лиза, волнуясь, ждёт Германа. Уж полночь близится, а Германа всё нет… И вот он является с ударами курантов, растрёпанный, в парадном мундире, с безумными сверкающими глазами. Как бы не замечая её, он твердит, что вот теперь будет удача, что надо скорей бежать в игорный дом! Там, там груды золота лежат, и мне, мне одному принадлежат! Лиза в ужасе отшатывается от него, он кричит: кто ты? Тебя не знаю я! И убегает.
Лиза понимает, что это убийца её бабушки и что единственное, что он хотел, так это сорвать огромный куш. Погиб он, а вместе с ним и я — и с этими словами она спускается к воде. Заключительный кадр — белый газовый шарфик Лизы на чёрной воде канала.
В дворянском собрании кипит веселье, Томский под хохот распевает фривольные песенки. Врывается Герман, сильно удивляя всех гостей. Он желает играть, и это всех озадачивает — Чекалинский неуверенно пытается пошутить, поздравляя его с разрешеньем столь долгого поста. Выясняется, что Герман принёс все свои сбережения и ставит их на карту. Это очень крупные деньги, и только Елецкий, кипя ненавистью к сопернику, принимает вызов. Чекалинский раскладывает карты. Герман поёт знаменитое ариозо: что наша жизнь? Игра! И выигрывает на тройку. Но Елецкий идёт углом, угрожая в следующем кону отыграть всё назад. Герман выигрывает на семёрку. Елецкий просит друга быть секундантом — если Герман выиграет и в третий раз, он будет драться с ним на дуэли. Герман хватает карту, торжествуя — он думает, что это выигрышный туз. Но это пиковая дама! Графиня сыграла с ним злую шутку, он проиграл абсолютно всё.
Тут словно бы он видит перед собой зловредную старуху и кричит, что ей ещё надо? Жизнь его? Хватает пистолет и стреляет себе в грудь.
Перед смертью его сознание проясняется, он видит перед собой загубленную Лизу, просит у неё прощения. Падает, судорожно вцепившись в бархатную скатерть, за ним летит огромное блюдо с золотом и ассигнациями.

## В главных ролях
- Олег Стриженов — Герман (поёт — Зураб Анджапаридзе)
- Ольга Красина — Лиза (поёт — Тамара Милашкина)
- Елена Полевицкая — Графиня (поёт — Софья Преображенская)
- Валентин Кулик — Елецкий (поёт — Евгений Кибкало)
- Вадим Медведев — Томский (поёт — Виктор Нечипайло)
- Ирина Губанова-Гурзо — Полина (поёт — Лариса Авдеева)

## В ролях
- А. Густавсон — друг Германа (поёт — В. Володин)
- И. Дарьялов (поёт — В. Кириаков)
- Владимир Косарев (поёт — Марк Решетин)
- Андрей Олеванов — друг Германа (поёт —  Виталий Власов)
- Дмитрий Радлов (поёт — Георгий Шульпин)
- Юрий Соловов (поёт — Леонид Маслов)
- Владимир Цитта — эпизод (поёт — Валерий Ярославцев)

## Съёмочная группа
- Авторы сценария — Георгий Васильев, Сергей Васильев, Павел Вейсбрем, Роман Тихомиров, Борис Ярустовский
- Режиссёр-постановщик — Роман Тихомиров
- Главный оператор — Евгений Шапиро
- Оператор — Ниссон Шифрин
- Главный художник — Игорь Вускович
- Художники:
  - по костюмам — Евгения Словцова
  - по гриму — Василий Горюнов

## Награды
- 1960 — I Международный технический конкурс фильмов в рамках III Конгресса УНИАТЕК в Праге (Чехословакия): Диплом